# YAMABOKUワイルドスノーパーク
YAMABOKUワイルドスノーパークは、長野県上高井郡高山村にあるスキー場。2010年に山田牧場スキー場から改名された。
スノーボードは全面滑走可能。ヘリスキーツアーを実施。ナイター営業は実施していない。

## コース
19本のコースが設置されている。リフトは3基。
- パノラマ
- シュテムクリスチャニア
- クリスチャニア
- ルッキーチロル
- ベビ・インスブルック
- ホーゲル
- ヒルシュ

## アクセス
- 上信越自動車道須坂長野東ICから約23km
- 長野電鉄長野線：須坂駅（バス）

## 周辺観光スポット
- 山田温泉キッズスノーパーク（山田温泉スキー場）
- 山田温泉
- 五色温泉
- 七味温泉
- 松川渓谷
- 雷滝
- 八滝
- 高山村五大桜　シダレザクラ（枝垂れ桜）（村内各地）
- 福島正則屋敷跡
- 歴史公園信州高山一茶ゆかりの里一茶館